# Linia kolejowa Myszyniec – Grabowo Wąskotorowe
Linia kolejowa Myszyniec – Grabowo Wąskotorowe – zlikwidowana wąskotorowa linia kolejowa łącząca stację Myszyniec ze stacją Grabowo Wąskotorowe.
Linia wchodziła w skład sieci Ostrołęckiej Kolei Wąskotorowej.

## Przebieg linii
Linia przebiegała południkowo, niemal na całej długości wzdłuż obecnej drogi krajowej nr 53. W okolicach Ostrołęki odbijała na południowy zachód wzdłuż Narwi i w Grabowie docierała do szerokotorowej linii kolejowej nr 35.
Przedłużeniem linii w drugą stronę od Myszyńca była linia Myszyniec – Kolno, a także linia kolejowa Spychowo Wąskotorowe – Myszyniec (po I wojnie światowej Spychowo znalazło się na terenie Niemiec).

## Historia
Linia została otwarta 4 maja 1915 roku z przeznaczeniem na zaopatrzenie frontu i wywóz towarów z zajętych terenów. Rozstaw szyn wynosił 600 mm. Od 1 sierpnia 1916 roku kursowały również pociągi pasażerskie. Podczas II wojny światowej dobudowano bocznice w celu wywozu torfu z kopalni w Karasce i Piaseczni (zamknięte w 1962).
Działania wojenne pod koniec II wojny światowej spowodowały liczne uszkodzenia i czasowe zawieszenie funkcjonowania kolei do odbudowy w 1946 roku. W latach 60. XX wieku linia przeszła ulepszenia (wymiana szyn i podkładów).
Rozwój komunikacji samochodowej spowodował zmniejszenie znaczenia linii. W lipcu 1972 zawieszono ruch pasażerski, a 1 marca 1973 roku ostatecznie zamknięto linię również dla ruchu towarowego. Jeszcze w tym samym roku tory rozebrano.
Elementy szyn zostały wykorzystane m.in. na nagrobku na cmentarzu w Kadzidle.